# 贝伦宫
贝伦宫（葡萄牙語：Palácio Nacional de Belém）曾是葡萄牙君主的王宫，共和国成立后，改为葡萄牙总统官邸。它位于贝伦区的山丘上，面临阿方索·德·阿尔布克尔克广场，靠近贝伦历史中心和熱羅尼莫斯修道院，以及特茹河岸边。
由五座建筑组成的主立面可追溯到17世纪下半叶。

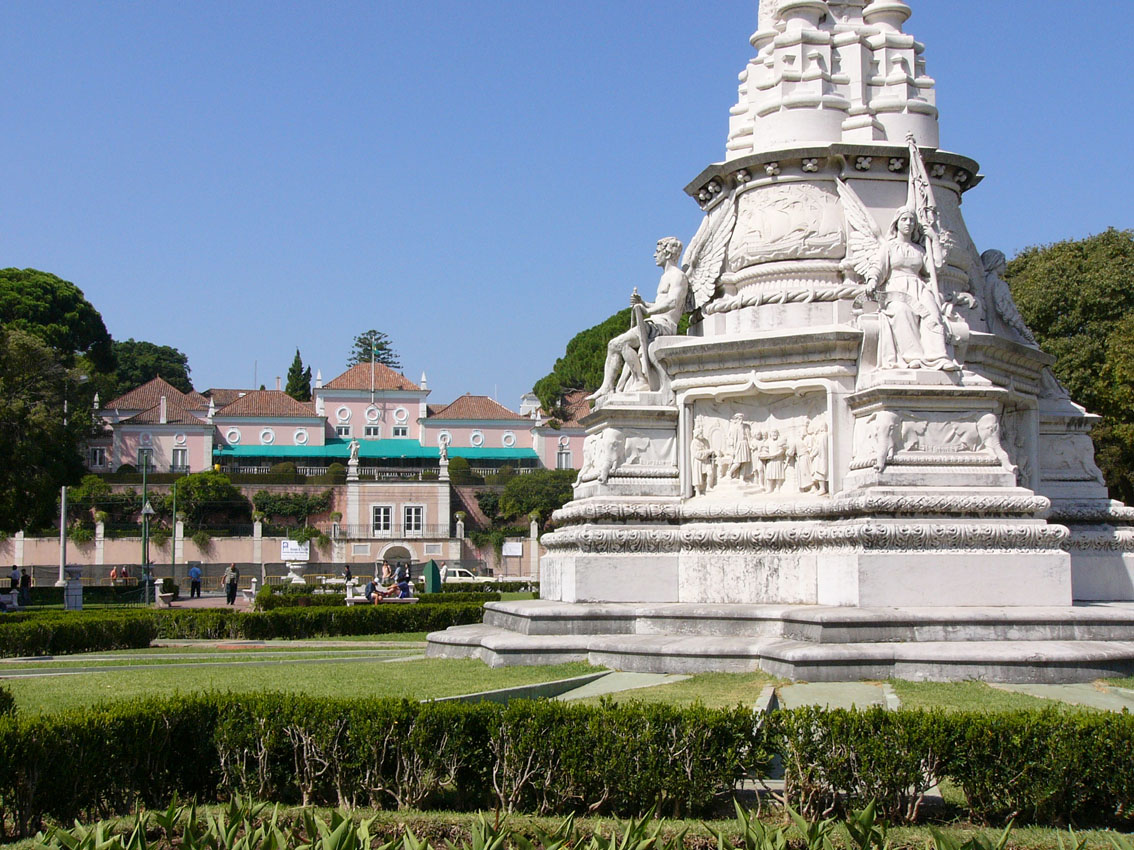
由阿方索·德·阿尔布克尔克广场看贝伦宫